# Kawtischewi
Kawtischewi (gruz. კავთისხევი) – wieś w Gruzji, w regionie Wewnętrzna Kartlia, w gminie Kaspi. W 2014 roku liczyła 864 mieszkańców.